# Big Whiskey and the GrooGrux King
Big Whiskey and the GrooGrux King is het zevende studioalbum van de Amerikaanse band Dave Matthews Band. Dit album kwam uit op 29 mei 2009.

## Tracklist
| Nr. | Titel                     | Duur |
| --- | ------------------------- | ---- |
| 1.  | Grux                      | 1:11 |
| 2.  | Shake Me Like a Monkey    | 4:00 |
| 3.  | Funny the Way It Is       | 4:28 |
| 4.  | Lying in the Hands of God | 5:13 |
| 5.  | Why I Am                  | 3:53 |
| 6.  | Dive In                   | 4:26 |
| 7.  | Spaceman                  | 4:08 |
| 8.  | Squirm                    | 5:32 |
| 9.  | Alligator Pie             | 3:59 |
| 10. | Seven                     | 4:17 |
| 11. | Time Bomb                 | 3:59 |
| 12. | Baby Blue                 | 3:41 |
| 13. | You and Me                | 5:40 |

## Hitnotering
| "Big Whiskey And The GrooGrux King" in de Nederlandse Album Top 100 - binnen: 13-06-2009 | "Big Whiskey And The GrooGrux King" in de Nederlandse Album Top 100 - binnen: 13-06-2009 | "Big Whiskey And The GrooGrux King" in de Nederlandse Album Top 100 - binnen: 13-06-2009 |
| Week                                                                                     | 01                                                                                       |                                                                                          |
| ---------------------------------------------------------------------------------------- | ---------------------------------------------------------------------------------------- | ---------------------------------------------------------------------------------------- |
| Nummer                                                                                   | 99                                                                                       | uit                                                                                      |